# Emboscada de Amazonas de 2018
La emboscada de Amazonas de 2018 ocurrió el 4 de noviembre de 2018 cuando 3 guardias fronterizos venezolanos murieron y 10 resultaron heridos en un presunto ataque de la guerrilla colombiana del Ejército de Liberación Nacional en el estado Amazonas.

## Historia
La Guardia Nacional Bolivariana capturó al líder del ELN Luis Felipe Ortega Bernal que es apodado «Garganta» y era el jefe del Frente Oriental del ELN, en la comunidad indígena Picatonal, a pocos minutos de Puerto Ayacucho. Durante una segunda incursión la comisión policial fue emboscada ocurriendo la muerte de 3 funcionarios y de 10 heridos de "la Brigada de Infantería de Selva" al ser emboscados con armas de diferentes calibres. Ortega es el jefe de  la comisión ‘Ernesto Che Guevara’ del ELN, que coincide con el grupo que describen los pobladores del caso de la Masacre de Tumeremo de 2018.

## Reacciones
El gobierno venezolano acusó al gobierno colombiano de ser incapaz de controlar a sus grupos armados, mientras que funcionarios colombianos han declarado que el ELN y otros grupos armados utilizan el territorio venezolano como refugio para evadir sus propias fuerzas armadas, a menudo con la tolerancia de las autoridades locales.